# Dennis Fentie

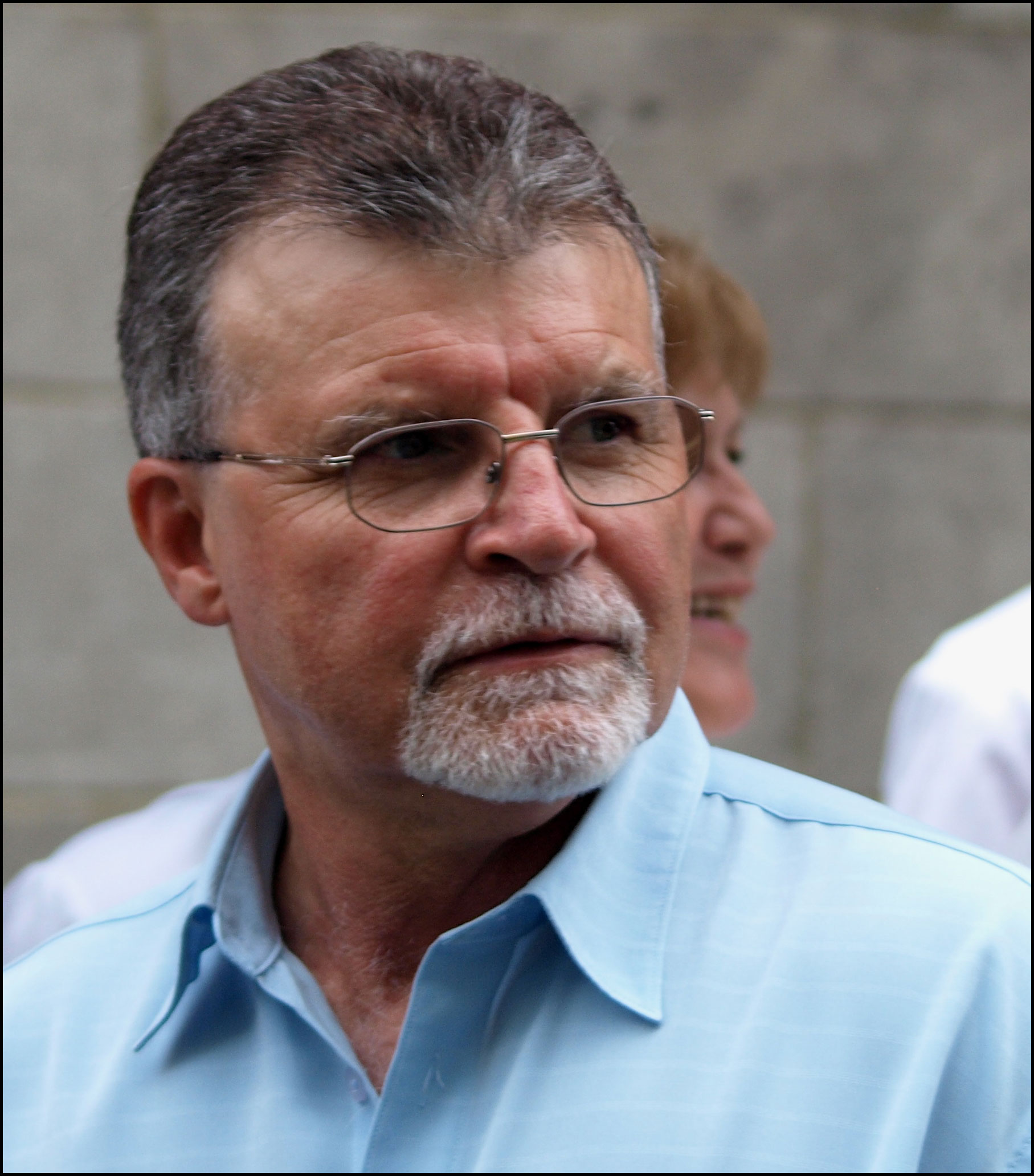
Dennis Fentie

Dennis Fentie (* 8. November 1950 in Edmonton, Alberta; † 30. August 2019) war ein kanadischer Politiker. Von 2002 bis 2011 war er Premierminister des Territoriums Yukon und Vorsitzender der Yukon Party.
Der Eigentümer und frühere Geschäftsführer der Baufirma Francis River Construction Ltd. war von 1996 bis zum Mai 2002 Parlamentsmitglied für die Yukon New Democratic Party. Er stellte sich gegen die Parteilinie und wechselte daraufhin einen Monat später zu der konservativen Yukon Party, wo er Anführer wurde. Im folgenden November erlangte er mit seiner neuen Partei die Mehrheit bei den Regierungswahlen im Territorium Yukon und wurde somit Regierungschef.
Im November 2003 geriet er unter Beschuss, als bekannt wurde, dass er 1974 mit 24 Jahren wegen Heroinhandels zu 4 Jahren Gefängnis verurteilt und nach 17 Monaten entlassen worden war. Wegen einer Begnadigung 1996 war es in seinem Führungszeugnis nicht mehr aufgeschienen.
Bei den Wahlen am 3. August 2006 verlor seine Regierung zwar die Mehrheit, am 10. Oktober 2006 wurde er jedoch in seinem Amt bestätigt und leistet nun eine zweite Amtszeit. Am 10. Juni 2011 trat er zurück und übergab sein Amt an Darrell Pasloski.